# Giana Sisters DS
Giana Sisters DS est un jeu vidéo de plates-formes développé par Spellbound Interactive et édité par dtp entertainment, sorti en 2009 sur Nintendo DS. Le jeu a été porté sur Windows, Mac, Ouya, iOS et Android sous le titre Giana Sisters 2D.

## Accueil
- 4Players : 76 % (DS)[1]
- Destructoid : 5/10 (DS)[2]
- Nintendo Life : 9/10 (DS)[3]
- TouchArcade : 4/5 (iOS)[4]